# Телепневы-Оболенские
Те́лепневы-Оболе́нские (Овчины-Оболенские) — угасший русский княжеский род, Рюриковичи, одна из множества ветвей князей Оболенских. Род внесён в Бархатную книгу.
Происходят от двух братьев, имевших прозвище Телепень: Василия и Фёдора, сыновей Василия Ивановича Оболенского-Косого (XVII колено от Рюрика). Род угас при Иване Грозном со смертью Телепнева-Оболенского Ерша. Наиболее известен Иван Фёдорович Овчина Телепнев-Оболенский, фаворит Елены Глинской и фактический правитель Руси в её правление (при малолетстве Ивана Грозного).
По родословной росписи князей Телепнёвы-Оболенские известны всего четырнадцать представителей рода Не угас, из этого рода еще живы!!

## Известные представители
| №                                    | Имя, Отчество                                 | № отца | Примечания                                               |
| ------------------------------------ | --------------------------------------------- | ------ | -------------------------------------------------------- |
| 1                                    | Оболенский Василий Васильевич Телепень        |        | Родоначальники                                           |
| 2                                    | Оболенский Фёдор Васильевич Телепень          |        | Родоначальники                                           |
| 3                                    | Телепнев-Немой-Оболенский, Иван Васильевич    | 1      | Боярин (1519), воевода, убит под Казанью († 1530).       |
| 4                                    | Телепнев-Оболенский, Фёдор Васильевич Лопата  | 1      | Боярин и дворецкий                                       |
| 5                                    | Телепнёв-Оболенский Василий Васильевич        | 1      | Бездетный.                                               |
| 6                                    | Телепнев-Оболенский, Фёдор Васильевич Овчина  | 1      | Воевода                                                  |
| 7                                    | Телепнёв-Оболенский Борис Фёдорович           | 2      | Бездетный                                                |
| 8                                    | Телепнёв-Оболенский Иван Фёдорович Овчина     | 2      | Боярин, конюший и воевода                                |
|                                      | Княжна Аграфена Фёдоровна                     | 2      | Жена боярина и дворецкого Василия Андреевича Челяднина   |
| 9                                    | Телепнев-Оболенский, Пётр Иванович Одолба     | 3      | Боярин и воевода                                         |
| 10                                   | Телепнев-Оболенский, Дмитрий Иванович Ёрш     | 3      | Боярин (1552) и воевода                                  |
| 11                                   | Телепнёв-Оболенский Фёдор Иванович            | 3      | Сын боярский, бездетен                                   |
|                                      | Княжна № Ивановна                             | 3      | Жена князя Михаила Ивановича Глинского                   |
| 12                                   | Телепнев-Оболенский, Василий Фёдорович Помяс  | 4      | Воевода, бездетен, женат на № Андреевне Кутузовой.       |
|                                      | Княжна Мария Фёдоровна                        | 4      | Жена князя Владимира Ивановича Воротынцева               |
| 13                                   | Телепнёв-Оболенский Дмитрий Фёдорович Овчинин | 6      | Воевода в Дедилове (1559), казнён Иваном Грозным (1563). |
| 14                                   | Телепнёв-Оболенский Фёдор Иванович Овчинин    | 8      | Бездетный, казнён Иваном Грозным в юношестве (1546)      |
| Род князей Телепнёвы-Оболенские угас |                                               |        |                                                          |